# Daniel Łukasik
Daniel Łukasik (ur. 28 kwietnia 1991 w Giżycku) – polski piłkarz występujący na pozycji pomocnika. Reprezentant Polski w latach 2012–2013.

## Kariera klubowa
Łukasik jest wychowankiem Olimpii Miłki, gdzie występował w juniorskiej drużynie w latach 2001–2005. Od 2005 do 2007 roku grał w młodej drużynie Warmii Olsztyn, skąd przeszedł do juniorskiego zespołu Legii Warszawa. W sezonie 2009/10 reprezentował Legię w Młodej Ekstraklasie, a później został włączony do pierwszej kadry „Wojskowych”. W kolejnych rozgrywkach nie zagrał jednak żadnego spotkania w dorosłej drużynie.
Swój debiut w Ekstraklasie zaliczył 24 września 2011 roku w Bełchatowie, w meczu GKS – Legia. Później Łukasik na murawie pojawił się tylko raz – w wygranym 2:0 pojedynku z Ruchem Chorzów. 15 grudnia 2011 roku zadebiutował w europejskich pucharach w wyjazdowym spotkaniu przeciwko Hapoelowi Tel Awiw w ramach Ligi Europy. Na koniec sezonu święcił triumf w Pucharze Polski.
W sezonie 2012/13 regularnie zaczął występować w pierwszej „jedenastce” stołecznego zespołu. Legia nie awansowała tym razem do fazy grupowej Ligi Europejskiej, przegrywając w ostatniej fazie kwalifikacji z Rosenborgiem Trondheim. Łukasik grywał w każdym z meczów eliminacyjnych.
17 czerwca 2014 podpisał kontrakt z Lechią Gdańsk. Suma transferu wyniosła ok. 800 tys. euro. 24 maja 2016 odszedł z Lechii Gdańsk. 31 sierpnia 2016 został wypożyczony do niemieckiego Sandhausen. 30 czerwca 2017 wrócił z niemieckiego klubu do Lechii Gdańsk.
31 stycznia 2020 został wypożyczony do tureckiego klubu MKE Ankaragücü na pół roku. 2 lutego 2020 zadebiutował w nowym zespole.

## Kariera reprezentacyjna
Łukasik występował w kadrze U-21 za kadencji Stefana Majewskiego.
W 2012 roku selekcjoner seniorskiej reprezentacji Polski Waldemar Fornalik powołał Łukasika na grudniowe spotkanie kadry złożonej z ligowców przeciwko Macedonii. Zawody zakończyły się zwycięstwem Polaków 4:1, a piłkarz rozegrał 45. minut. Kolejny raz w kadrze zagrał w nieoficjalnym pojedynku z Rumunią, strzelając gola. 6 lutego 2013 roku wystąpił w meczu z Irlandią. Pod koniec marca Łukasik rozegrał 58. minut w spotkaniu eliminacji do MŚ 2014 przeciwko Ukrainie, natomiast w czerwcu pojawił się na boisku w towarzyskim meczu z Liechtensteinem.

## Statystyki

### Klubowe
(aktualne na dzień 7 grudnia 2019)
| Klub               | Sezon              | Liga               | Liga  | Liga   | Puchar kraju | Puchar kraju | Europa | Europa | Suma  | Suma   |
| Klub               | Sezon              | Liga               | Mecze | Bramki | Mecze        | Bramki       | Mecze  | Bramki | Mecze | Bramki |
| ------------------ | ------------------ | ------------------ | ----- | ------ | ------------ | ------------ | ------ | ------ | ----- | ------ |
| Legia Warszawa     | 2011/12            | Ekstraklasa        | 2     | 0      | 2            | 0            | 1      | 0      | 5     | 0      |
| Legia Warszawa     | 2012/13            | Ekstraklasa        | 22    | 0      | 5            | 0            | 6      | 0      | 33    | 0      |
| Legia Warszawa     | 2013/14            | Ekstraklasa        | 13    | 0      | 1            | 0            | –      | –      | 14    | 0      |
| Legia Warszawa     | Ogólnie            | Ogólnie            | 37    | 0      | 8            | 0            | 7      | 0      | 52    | 0      |
| Lechia Gdańsk      | 2014/15            | Ekstraklasa        | 27    | 0      | –            | –            | –      | –      | 27    | 0      |
| Lechia Gdańsk      | 2015/16            | Ekstraklasa        | 20    | 1      | 2            | 0            | –      | –      | 22    | 1      |
| Lechia Gdańsk      | Ogólnie            | Ogólnie            | 47    | 1      | 2            | 0            | 0      | 0      | 49    | 1      |
| SV Sandhausen      | 2016/17            | 2. Bundesliga      | 19    | 1      | 2            | 0            | –      | –      | 21    | 1      |
| SV Sandhausen      | Ogólnie            | Ogólnie            | 19    | 1      | 2            | 0            | 0      | 0      | 21    | 1      |
| Lechia Gdańsk      | 2017/18            | Ekstraklasa        | 32    | 0      | 1            | 0            | –      | –      | 33    | 0      |
| Lechia Gdańsk      | 2018/19            | Ekstraklasa        | 34    | 1      | 4            | 1            | –      | –      | 38    | 2      |
| Lechia Gdańsk      | 2019/20            | Ekstraklasa        | 14    | 0      | 3            | 0            | 2      | 0      | 19    | 0      |
| Lechia Gdańsk      | Ogólnie            | Ogólnie            | 80    | 1      | 8            | 1            | 2      | 0      | 90    | 2      |
| Ogólnie w karierze | Ogólnie w karierze | Ogólnie w karierze | 183   | 3      | 20           | 1            | 9      | 0      | 212   | 4      |

### Reprezentacyjne
(aktualne na dzień 7 grudnia 2019)
| Reprezentacja | Rok     | Mecze | Bramki |
| ------------- | ------- | ----- | ------ |
| Polska        | 2012    | 1     | 0      |
| Polska        | 2013    | 4     | 0      |
| Polska        | Ogólnie | 5     | 0      |

| Mecze i gole w reprezentacji | Mecze i gole w reprezentacji | Mecze i gole w reprezentacji | Mecze i gole w reprezentacji | Mecze i gole w reprezentacji | Mecze i gole w reprezentacji | Mecze i gole w reprezentacji              |
| #                            | Data                         | Miasto                       | Przeciwnik                   | Gol                          | Wynik                        | Rozgrywki                                 |
| ---------------------------- | ---------------------------- | ---------------------------- | ---------------------------- | ---------------------------- | ---------------------------- | ----------------------------------------- |
| 1.                           | 14.12.2012                   | Antalya, Turcja              | Macedonia Północna           |                              | 1:4                          | Mecz towarzyski                           |
| 2.                           | 02.02.2013                   | Malaga, Hiszpania            | Rumunia                      | Gol                          | 4:1                          | Mecz towarzyski, (nieuznawany przez FIFA) |
| 3.                           | 06.02.2013                   | Dublin, Irlandia             | Irlandia                     |                              | 2:0                          | Mecz towarzyski                           |
| 4.                           | 22.03.2013                   | Warszawa, Polska             | Ukraina                      |                              | 1:3                          | el. MŚ 2014                               |
| 5.                           | 04.06.2013                   | Kraków, Polska               | Liechtenstein                |                              | 2:0                          | Mecz towarzyski                           |

## Sukcesy

### Legia Warszawa
- Mistrzostwo Polski (2×): 2012/2013, 2013/2014
- Puchar Polski (2×): 2011/2012, 2012/2013

### Lechia Gdańsk
- Puchar Polski (1×): 2018/2019
- Superpuchar Polski (1×): 2019

### Śląsk Wrocław
- Wicemistrzosto Polski (1x):  2023/2024